# Луперсиу
Луперсиу (порт. Lupércio)  —  муниципалитет в Бразилии, входит в штат Сан-Паулу. Составная часть мезорегиона Марилия. Входит в экономико-статистический  микрорегион Марилия. Население составляет 4339 человек на 2006 год. Занимает площадь 155,025 км². Плотность населения — 28,0 чел./км².

## Статистика
- Валовой внутренний продукт на 2003 составляет 23.256.343,00 реалов (данные: Бразильский институт географии и статистики).
- Валовой внутренний продукт на душу населения на 2003 составляет 5.422,32 реалов (данные: Бразильский институт географии и статистики).
- Индекс развития человеческого потенциала на 2000 составляет 0,736 (данные: Программа развития ООН).